# 若親分喧嘩状
『若親分喧嘩状』（わかおやぶんけんかじょう）は、1966年1月1日に大映がお正月映画として配給した、池広一夫監督、市川雷蔵主演の任侠映画である。『悪名シリーズ』と並ぶ、大映製作の代表的任侠映画として、市川雷蔵主演でシリーズ化され、合計8作品が製作された中の、第3作である。

## 配役
- 市川雷蔵 :南条武
- 高田美和 : 早苗
- 江波杏子 : トクーズ姫
- 小山明子 : 喜久松
- 滝田裕介 : 山本健
- 内藤武敏 : 猪之原勘蔵
- 戸浦六宏 : 川上中佐
- 島田竜三 : 虎松
- 五味龍太郎 : 熊田大尉
- 北龍二 : 高遠弥之助
- 水原浩一 : 仙之助
- 戸田皓久 : 竹村少佐
- 深見泰三 : 朝日造船社長
- 南部彰三 : 東洋物産重役
- 高杉玄 : 赤松
- ピーター・ウィリアムズ : ヴィクトル
- 堀北幸夫 : 竹造
- 越川一 : 仙太
- 木村玄 : 谷少佐
- 志賀明 : 佐伯少佐
- 大杉潤 : 阿片中毒の男
- 大林一夫 : 車夫
- 山岡鋭二郎 : 亀次郎
- 西岡弘善 : 甚八
- 勝村淳 : 徳次
- 平泉征七郎 : 鶴吉
- 香川良介 : 門前忠太郎
- 三島雅夫: 木島剛

## スタッフ
- 監督 : 池広一夫
- 企画 : 斎藤米二郎
- 撮影 : 森田富士郎
- 美術 : 加藤茂
- 音楽 : 斎藤一郎
- 編集 : 谷口登司夫
- 脚本 : 高岩肇

## 併映作品
- 『新・兵隊やくざ』 : 田中徳三監督作品

## 若親分シリーズ
- 『若親分』 (1965年) 池広一夫監督
- 『若親分出獄』 (1965年) 池広一夫監督
- 『若親分喧嘩状』 (1966年) 池広一夫監督
- 『若親分乗り込む』 (1966年) 井上昭監督
- 『若親分あばれ飛車』 (1966年) 田中重雄監督
- 『若親分を消せ』 (1967年) 中西忠三監督
- 『若親分兇状旅』 (1967年) 森一生監督
- 『若親分千両肌』 (1967年) 池広一夫監督